# أحمر الإطفائية

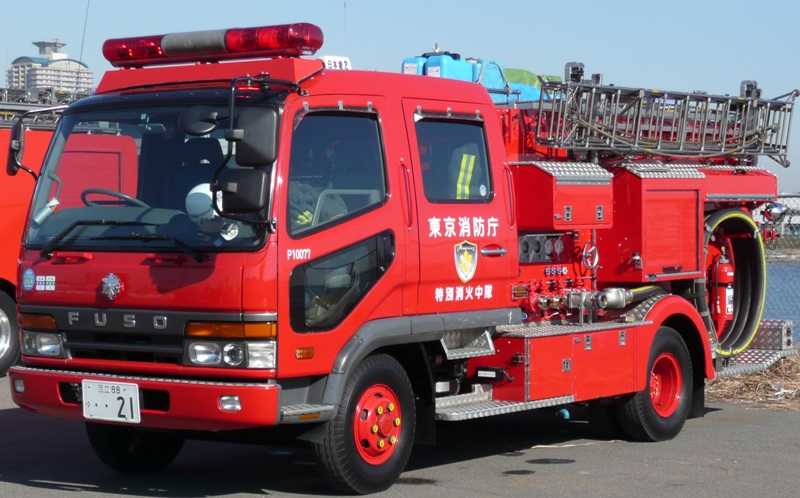
سيارة إطفاء تابعة لوكالة مكافحة حرائق طوكيو

أحمر الإطفائية وهو لون مستخدم بكثرة في سيارات الإطفاء.